# Paulo Cezar Costa
Paulo Cezar Costa, né le 20 juin 1967 à Valença, est un cardinal brésilien, archevêque de Brasília depuis 2020, créé cardinal par le pape François le 27 août 2022.

## Biographie
Après des études de philosophie au séminaire de Petrópolis et de théologie à Rio de Janeiro, il obtient un doctorat et une licence en théologie dogmatique à l'Université pontificale grégorienne à Rome entre 1996 et 2001.
Il est ordonné prêtre pour le diocèse de Valença le 5 décembre 1992. Il occupe diverses fonctions paroissiales et enseigne à l'Université pontificale catholique de Rio de Janeiro et au séminaire de Nova Iguaçu.
En 2010, le pape Benoît XVI le nomme évêque auxiliaire de São Sebastião do Rio de Janeiro et évêque titulaire d'Oescus (de). Il est ordonné évêque le 5 février 2011 par Orani João Tempesta, archevêque de São Sebastião do Rio de Janeiro.
Le 22 juin 2016, il est nommé évêque de São Carlos par le pape François. Le 21 octobre 2020, il est nommé archevêque de Brasília par le même pape.
Le 29 mai 2022, le pape François annonce qu'il sera créé cardinal au cours d'un consistoire le 27 août 2022. Lors de ce consistoire, il reçoit le titre de cardinal-prêtre des Saints-Boniface-et-Alexis.